# بوبر گونه‌نواری
بوبر گونه‌نواری (نام علمی: Arizelocichla milanjensis) نام یک گونه از سرده بوبرهای آفریقایی است.